# Seven Days – Az időkapu
A Seven Days – Az időkapu (eredeti cím: Seven Days) amerikai sci-fi televíziós sorozat. Magyarországon az RTL Klub mutatta be 2005. június 20-án.

## Történet
A történet egy roswelli szerkezet alapján készített időgépről szól, mellyel hét napot lehet visszautazni az időben. Frank Parkert megbízzák, hogy utazzon vissza az időben, hogy megakadályozzon, illetve meg nem történtté tegyen különböző eseményeket.

## Szereplők
| Szereplő             | Színész           | Magyar hang    | Leírás |
| -------------------- | ----------------- | -------------- | --- |
| Frank Parker         | Jonathan LaPaglia | Dolmány Attila | Őt hozták ki egy bázisról, hogy teszteljék rajta az időgépet. Nála sikeres volt a tesztelés. Szerelmes Dr. Olga Vukavitch-ba. |
| Craig Donovan        | Don Franklin      | Király Attila  | |
| Dr. Isaac Mentnor    | Norman Lloyd      | Kardos Gábor   | |
| Dr. Olga Vukavitch   | Justina Vail      | Törtei Tünde   | |
| Nathan Ramsey        | Nick Searcy       | Tarján Péter   | |
| Dr. John Ballard     | Sam Whipple       | Csuha Lajos    | |
| Dr. Bradley Talmadge | Alan Scarfe       | Pálfai Péter   | |

## Epizódok
| Évad | Évad | Epizódok | Eredeti sugárzás     | Eredeti sugárzás | Eredeti adó |
| Évad | Évad | Epizódok | Évadpremier          | Évadfinálé       | Eredeti adó |
| ---- | ---- | -------- | -------------------- | ---------------- | ----------- |
|      | 1    | 21       | 1998. október 7.     | 1999. május 26.  | UPN         |
|      | 2    | 23       | 1999. szeptember 29. | 2000. május 24.  | UPN         |
|      | 3    | 22       | 2000. október 11.    | 2001. május 29.  | UPN         |